# La Peur au ventre (film, 2006)
Pour les articles homonymes, voir La Peur au ventre et Running Scared.
 (mars 2024).
Si vous disposez d'ouvrages ou d'articles de référence ou si vous connaissez des sites web de qualité traitant du thème abordé ici, merci de compléter l'article en donnant les références utiles à sa vérifiabilité et en les liant à la section « Notes et références ».
Pour plus de détails, voir Fiche technique et Distribution.
La Peur au ventre ou Traqué au Québec (Running Scared) est un film germano-américain réalisé par Wayne Kramer et sorti en 2006.

## Synopsis
Joey Gazelle est un père de famille qui travaille au service de la mafia italo-américaine du New Jersey. Tout se passait bien pour lui, mais un jour, durant un deal de came avec des Jamaïcains, des gangsters interviennent et ça tourne au carnage. Tommy, le fils du chef de la mafia italienne, en tue un avec un revolver à canon court chromé. Les mafieux découvrent alors que les voleurs étaient en fait de la police. Tommy demande ensuite à Joey de se débarrasser de l'arme, mais il va la garder cachée chez lui. Un peu plus tard, le meilleur ami de son fils, Oleg, qui avait découvert la cachette du pistolet, va le prendre pour tuer son beau-père alors qu'il bat sa mère. Il est quant à lui de la mafia russe. Il va finalement échouer et s'enfuir en emportant avec lui le pistolet ; Joey doit maintenant retrouver Oleg et le pistolet avant la police, s'il ne veut pas finir tué par la mafia.

## Fiche technique
- Titre original : Running Scared
- Titre français : La Peur au ventre
- Titre québécois : Traqué
- Réalisation et scénario : Wayne Kramer
- Musique : Mark Isham
- Photographie : Jim Whitaker
- Montage : Arthur Coburn (de)
- Décors : Toby Corbett
- Costumes : Kristin M. Burke
- Production : Sammy Lee, Michael A. Pierce, Brett Ratner, Kevan Van Thompson, Andreas Grosch, Stewart Hall, Matt Luber, Andrew Pfeffer et Andreas Schmid
- Budget : 17 millions de dollars (12,90 millions d'euros)
- Pays de production :  Allemagne,  États-Unis
- Format : couleurs - 2,35:1 - Dolby Digital - 35 mm
- Genre : Action, policier, drame et thriller
- Durée : 122 minutes
- Dates de sortie :
  - Royaume-Uni : 6 janvier 2006
  - États-Unis : 24 février 2006
  - France : 1er mars 2006
- Classification[1] :
  - États-Unis : R
  - France : interdit aux moins de 12 ans avec avertissement

## Distribution
- Paul Walker (VF : Bruno Choël, VQ : François Godin) : Joey Gazelle
- Cameron Bright (VQ : Romy Kraushaar-Hébert) : Oleg Yugorsky
- Vera Farmiga (VF : Déborah Perret, VQ : Camille Cyr-Desmarais) : Teresa Gazelle
- Chazz Palminteri (VF : Bernard-Pierre Donnadieu, VQ : Mario Desmarais) : Inspecteur Rydell
- Karel Roden (VF : Féodor Atkine ; VQ : Denis Roy) : Anzor Yugorsky
- Johnny Messner (VF : Éric Herson-Macarel, VQ : Patrick Chouinard) : Tommy "Tombs" Perello
- Ivana Milicevic (VQ : Sophie Stanké) : Mila Yugorsky
- Alex Neuberger (VQ : François-Nicolas Dolan) : Nicky Gazelle
- Michael Cudlitz (VQ : Tristan Harvey) : Sal "Gummy Bear" Franzone
- Bruce Altman (VQ : Hubert Gagnon) : Dez
- Elizabeth Mitchell (VQ : Claudine Chatel) : Edele
- Arthur Nascarella (VF : Gérard Rinaldi, VQ : Guy Nadon) : Frankie Perello
- John Noble : Ivan Yugorsky
- Idalis DeLeon (VQ : Élise Bertrand) : Divina
- David Warshofsky (VF : Pierre Dourlens ; VQ : Éric Gaudry) : Lester « the Pimp »
- Jim Tooey : Tony
- Thomas Rosales Jr. : Julio
- Jan Kohout : Pops Gazelle

Sources : VF  ; VQ 

## Production
Thomas Jane était le premier choix pour incarner Joey Gazelle. Néanmoins, il travaillera avec Wayne Kramer et donc Paul Walker sur le film American Stories[réf. nécessaire].
Le tournage s'est déroulé du 28 juin au 21 août 2004 dans le New Jersey, aux États-Unis, ainsi qu'à Prague, en République tchèque[réf. nécessaire].

## Bande originale
- Just Like Nelly, interprété par 2 Da Groove
- I Should Know, interprété par Dirty Vegas
- Stoned, interprété par Kirpichi
- Feel tha Steel, interprété par Mellow Man Ace et Sen Dog
- Amen, interprété par El Nuevo Xol
- Guillotine Tactics, interprété par Mellow Man Ace
- Tres Besitos, interprété par Los Cubaztecas Orchestra
- Besame, interprété par Los Cubaztecas Orchestra
- I Don't Want to Go Home, interprété par Southside Johnny et The Asbury Jukes
- This I$ Hip Hop, interprété par Tone Brown et Marcus L. Scott